# Communauté de communes des Alpes Mancelles
Die Communauté de communes des Alpes Mancelles ist ein ehemaliger französischer Gemeindeverband mit der Rechtsform einer Communauté de communes im Nordwesten des Départements Sarthe in der Regionen Pays de la Loire. Sie wurde am 19. Dezember 1994 gegründet und umfasste 13 Gemeinden. Der Verwaltungssitz befand sich im Ort Fresnay-sur-Sarthe.

## Historische Entwicklung
Mit Wirkung vom 1. Januar 2017 fusionierte der Gemeindeverband mit
- Communauté de communes du Pays Belmontais sowie
- Communauté de communes des Portes du Maine Normand

und bildete so die Nachfolgeorganisation Communauté de communes Haute Sarthe Alpes Mancelles.

## Ehemalige Mitgliedsgemeinden
1. Assé-le-Boisne
2. Douillet
3. Fresnay-sur-Sarthe
4. Moitron-sur-Sarthe
5. Montreuil-le-Chétif
6. Saint-Aubin-de-Locquenay
7. Saint-Georges-le-Gaultier
8. Saint-Germain-sur-Sarthe
9. Saint-Léonard-des-Bois
10. Saint-Ouen-de-Mimbré
11. Saint-Paul-le-Gaultier
12. Saint-Victeur
13. Sougé-le-Ganelon